# Pterolophia densefasciculata
Pterolophia densefasciculata är en skalbaggsart som beskrevs av Stephan von Breuning 1938. Pterolophia densefasciculata ingår i släktet Pterolophia och familjen långhorningar.
Artens utbredningsområde är Myanmar. Inga underarter finns listade i Catalogue of Life.